# Pilar Franco Bahamonde
Pilar Franco Bahamonde (Ferrol, la Corunya, 27 de febrer de 1895 - Madrid, 6 de gener de 1989) és coneguda per ser la germana de Nicolás, Ramón, María de la Paz i Francisco Franco Bahamonde, general integrant del cop d'estat militar de 1936 que va desembocar en la Guerra Civil Espanyola.

## Biografia
Filla de Nicolás i Pilar, era la tercera de cinc germans. Va contreure matrimoni en 1914, quan tenia 19 anys, amb el militar Alfonso Jaraiz Jerez, amb qui va tenir deu fills, i va quedar vídua quan el menor dels nens tenia deu mesos.
En 1980 va publicar el llibre Nosotros, los Franco, en el qual narrava detalls de la vida de la seva família.
Va morir en els primers dies de 1989 als 93 anys.